# Chromacrida brunneriana
Chromacrida brunneriana är en insektsart som först beskrevs av Bolívar, I. 1893.  Chromacrida brunneriana ingår i släktet Chromacrida och familjen gräshoppor. Inga underarter finns listade i Catalogue of Life.